# Benjamín Amadeo
Benjamín Amadeo (Buenos Aires, 22 aprile 1984) è un attore, cantante e musicista argentino.

## Biografia
È il più piccolo di cinque fratelli, figlio del politico argentino Eduardo Amadeo e Beatriz Orlowski.
La sua prima apparizione in televisione è stata nel 2006 in El refugio, nel ruolo di Benjamín. 
Nel 2007 recita in Romeo y Julieta, Nel 2008 debutta al cinema con Un novio para mi mujer e La Leyenda. Nel 2008 in Amanda O.
Dal 2009 al 2010 ha recitato nella terza e quarta stagione della telenovela per ragazzi Teen Angels, con il ruolo di Teo Gorki, per cui ha ricevuto la candidatura al Kids' Choice Awards Argentina 2011 come miglior antagonista.
Le sue prime apparizioni in teatro sono state nel 2009 e nel 2010 con la trasposizione di Teen Angels, sempre nel ruolo di Teo Gorki. Nel 2011 recita in Historias de la primera vez. Dal 2012 fa parte del cast della seconda stagione di Los únicos, nella quale interpreta il ruolo di Cristiano. Nel 2014 ha fatto parte del cast della sitcom di Telefe, Señores Papis.

## Vita privata
A fine 2010 ha iniziato a frequentare Lali Espósito, che ha conosciuto nel 2009 sul set della terza stagione della telenovela Teen Angels. La coppia si separa nel luglio 2015, nonostante ciò i due e le loro famiglie sono rimasti in buoni rapporti, facendo diverse apparizioni pubbliche insieme.
Dal 2016 ha una relazione con un'avvocatessa, Martina, con cui ha una figlia, Andes, nata l'8 gennaio 2022.

## Filmografia

### Cinema
- La leyenda, regia di Sebastián Pivotto (2008)
- Un novio para mi mujer, regia di Juan Taratuto (2008)
- De martes a martes, regia di Gustavo "Chus" Triviño (2012)
- La última fiesta, regia di Nicolás Silbert e Lalo Marck (2016)
- Crímenes de familia, regia di Sebastián Schindel (2020)

### Televisione
- 1000 millones – serial TV (2002)
- Son amores – serial TV (2003)
- Una familia especial – serial TV (2005)
- El refugio – serial TV (2006)
- Romeo y Julieta – serial TV (2007)
- Amanda O – serial TV (2008)
- Teen Angels (Casi Ángeles) – serial TV (2009-2010)
- Herederos de una venganza – serial TV (2011)
- Historias de la primera vez – serial TV (2011)
- Maltratadas – serial TV (2011)
- Los únicos – serial TV (2012)
- Qitapenas – serial TV (2013)
- Historias de corazón – serial TV (2013)
- Tu cara me suena – programma TV (2013-2014)
- Señores papis – serial TV (2014)
- Peligro: Sin codificar – serial TV (2014)
- Elegidos – programma TV (2015)
- Fanny, la fan – serial TV (2017)
- Medusa (2018)
- Tenemos Wifi – programma TV (2018)
- Mi hermano es un clon – serial TV (2018-2019)
- Intrecci del passato (Entrelazados) – serial TV (2021- in corso)

## Discografia

### Album in studio
- 2016 – Vida lejana

### Singoli
- 2015 – Te imaginé
- 2016 – Volaré
- 2016 – 10 mil
- 2017 – Cada noche
- 2017 – Ya no hay más
- 2019 – Salvarme ahora
- 2019 – No te enamores
- 2019 – Las flores (feat. Los Auténticos Decadentes)

### Colonne sonore
- 2010 – TeenAngels 4

## Teatro
- Te deseo mi amor (2005)
- Fuimos todos (2007-2008)
- Fiebre de Werther (2008-2009)
- Casi Ángeles (2009-2010)
- La jaula de las locas (2013)
- Casa Fantasma (2014-2015)

## Tournée
- 2016/18 – Vida Lejana: En Vivo